# Albany (Kentucky)
Albany é uma cidade localizada no estado americano de Kentucky, no Condado de Clinton.

## Demografia
Segundo o censo americano de 2000, a sua população era de 2220 habitantes.
Em 2006, foi estimada uma população de 2312, um aumento de 92 (4.1%).

## Geografia
De acordo com o United States Census Bureau tem uma área de
8,8 km², dos quais 8,8 km² cobertos por terra e 0,0 km² cobertos por água. Albany localiza-se a aproximadamente 293 m acima do nível do mar.

## Localidades na vizinhança
O diagrama seguinte representa as localidades num raio de 36 km ao redor de Albany.